# Pedregoso
Pedregoso är en ort i Mexiko.   Den ligger i kommunen San Pablo Anicano och delstaten Puebla, i den sydöstra delen av landet, 180 km sydost om huvudstaden Mexico City. Pedregoso ligger 1 231 meter över havet och antalet invånare är 138.
Terrängen runt Pedregoso är kuperad västerut, men österut är den platt. Runt Pedregoso är det ganska glesbefolkat, med 47 invånare per kvadratkilometer. Närmaste större samhälle är Acatlán de Osorio, 10,3 km öster om Pedregoso. I omgivningarna runt Pedregoso växer huvudsakligen savannskog.